# يوشيو نيشينا
يوشيو نيشينا (6 ديسمبر 1890 - 10 يناير 1951) هو فيزيائي ياباني والمؤسس للبحوث الفيزيائية الحديثة في اليابان.

## حياته
ولد نيشينا في ساتاشو (أوكاياما) وتخرج من جامعة طوكيو بدرجة البكالوريوس في قسم الهندسة الكهربائية، بعد تخرجه أصبح عضوًا في معهد البحوث الفيزيائية والكيميائية (ريكن الآن).